# Epulorhiza epiphytica
Epulorhiza epiphytica är en svampart som beskrevs av O.L. Pereira, Rollemb. & Kasuya 2003. Epulorhiza epiphytica ingår i släktet Epulorhiza och familjen Tulasnellaceae.   Inga underarter finns listade i Catalogue of Life.